# ایوا چری
ایوا چری (انگلیسی: Ava Cherry؛ زادهٔ ۱۹۵۳) خواننده و مدل آمریکایی است. او میان ۱۹۷۲ و ۱۹۷۵ با موسیقی‌دان انگلیسی دیوید بویی همکاری کرد. این دو در نیویورک سیتی زمانی که او پیشخدمت کلاب شبانه بود و بویی برای ظهور و سقوط زیگی استارداست و عنکبوت‌ها از مریخ (۱۹۷۲) تور برگزار می‌کرد، آشنا شدند. پس از آن، آن‌ها دوره‌ای از همکاری شخصی و هنری آغاز کردند که بسیار بر دوران «سول چشم‌آبی» آمریکایی‌های جوان (۱۹۷۵) اثر گذاشت. پس از این رخداد، او به عنوان خواننده‌ای انفرادی و هنرمند پیش‌زمینه برای موسیقی‌دانانی مانند لوتر وندرس و چاکا کان شناخته شد.
چری در شیکاگو بزرگ شد و در معرض فراوان فرهنگ موسیقی محلی آفریقایی-آمریکایی قرار داشت. او در آثار شماری از هنرمندان برجسته به شخصی اثرگذار تبدیل شد و نیز در حق خودش موسیقی‌دانی مورد احترام بود. تأثیر چری بر آمریکایی‌های جوان از طریق ارتباط او با مؤسسات اصلی موسیقی سول مانند استودیو سیگما ساند و تئاتر آپولو، و همین‌طور کار هم‌زمان او با گروه موج نو استرونتس بخش ویژه‌ای از میراثش را فراهم کرده‌است.
حرفه انفرادی چری طولانی مدت بوده‌است و با اولین آلبوم او، رسیده!!!، در سال ۱۹۸۰ آغاز شد. کار انفرادی او که به خاطر تأثیرش از دیسکو شناخته شده‌است، بیشتر مورد استقبال مثبت منتقدان قرار گرفت، اما موفقیت تجاری نداشت. عواملی که مقصر این گسست انتقادی و تجاری هستند عبارتند از تبعیض نژادی در صنعت موسیقی و پس‌زنی علیه ژانرهای برجسته او.